# Roberto Lerici (militare)
Roberto Lerici (Verona, 2 marzo 1887 – Genova, 21 marzo 1980), veterano della guerra italo-turca, della prima guerra mondiale e della guerra d'Etiopia. Durante il corso della seconda guerra mondiale fu comandante della 25ª Divisione fanteria "Bologna", e successivamente della 52ª Divisione fanteria "Torino" che comandò durante il corso della campagna di Russia. Rientrato in Patria dopo la disfatta dell'ARMIR, fu successivamente promosso generale di corpo d'armata e posto al comando del IX Corpo d'armata, avente Quartier generale a Putignano, in Puglia. All'atto dell'armistizio dell'8 settembre 1943, e nei giorni seguenti, cercò vanamente di opporsi ai tedeschi. Decorato con la Croce di Cavaliere e quella di Ufficiale dell'Ordine militare di Savoia, e con tre Medaglie d'argento al valor militare.

## Biografia
Nacque a Verona il 2 marzo 1887. 
Arruolatosi nel Regio Esercito, il 14 settembre 1904 iniziò a frequentare come allievo ufficiale la Regia Accademia Militare di Fanteria a Cavalleria di Modena, da cui uscì con il grado di sottotenente, assegnato all'arma di fanteria il 5 settembre 1907. Partecipò alla guerra italo-turca nel 1911-1912, rimanendo ferito nell'azione di Derna del 3 marzo 1912 e decorato con una prima Medaglia d'argento al valor militare . Rientrato in Italia in forza al 17º Reggimento fanteria, divenne ufficiale d'ordinanza del tenente generale Fiorenzo Aliprandi, comandante dell'VII Corpo d'armata. Successivamente partecipò alla grande guerra (1915-1918) combattendo nelle file del 17º Reggimento fanteria, e dal 1917 nel 92º Reggimento fanteria. Al termine del conflitto risultava decorato con una seconda Medaglia d'argento al valor militare.
Dopo la fine della guerra fu assegnato come ufficiale allo Stato maggiore del Regio Esercito, frequentando poi la Scuola di guerra dell'esercito di Torino dal 18 gennaio 1920 al 1921, al termine della quale fu trasferito dal 92° all'81º Reggimento fanteria.
Nei giorni della marcia su Roma prestava servizio nella Capitale, e predispose, con due compagnie di soldati, e una di guardie regie, la difesa contro eventuali attacchi fascisti a obiettivi posti nel centro di Roma.
Ricoprì l'incarico di Aiutante di campo effettivo del re Vittorio Emanuele III dall'aprile 1927 al gennaio 1931.
Promosso colonnello (anzianità 7 maggio 1931) fu prima comandante del 71º Reggimento fanteria "Puglie" e poi comandante del 9º Reggimento fanteria "Regina" a Rodi, nel periodo 1931-1934. Partecipò alla guerra d'Etiopia (1935-1936) in forza all'Intendenza dell'Africa Orientale Italiana, e in Eritrea venne decorato di una terza Medaglia d'argento al valor militare per aver difeso un treno deragliato da assalti di ribelli ed aver resistito per 24 ore il 6 luglio 1936.
Dal 1º luglio 1937, promosso generale di brigata, fu prima al comando della Brigata fanteria "del Timavo" di Trieste, quale vicecomandante e poi, dal 1938, comandante della Guardia alla frontiera del II Corpo d'armata ad Alessandria.
Fu poi a disposizione del Ministero dell'Africa Italiana sino al 15 febbraio 1940 quando, promosso generale di divisione (anzianità 1º gennaio 1940), divenne comandante della 25ª Divisione fanteria "Bologna" con sede a Bir el Gnem, in Tripolitania, dove ritornò una seconda volta.
Allo scoppio della guerra con la Francia e la Gran Bretagna, avvenuta 10 giugno 1940, si trovava al comando della detta Grande Unità e, del mese di agosto, raggiunse, per la sua perfetta conoscenza della lingua francese, il Ministero della guerra a Roma per incarichi speciali presso la Commissione Italiana d'Armistizio con la Francia (CIAF) a Torino. Dal 1º gennaio 1942, dopo un breve periodo assegnato prima al XV Corpo d'armata a Genova e quindi allo CSIR in Russia, assumendo, dal 15 febbraio 1942, il comando della 52ª Divisione fanteria "Torino" in sostituzione del generale Luigi Manzi, gravemente malato.
Partecipò al comando della "Torino" a tutte le operazioni offensive e difensive del 1942 sul fronte russo. Ricoverato in ospedale dall'8 gennaio 1943, fu sostituito temporaneamente dal generale Francesco Dupont sino al 16 febbraio seguente, e successivamente, il 25 febbraio, rimpatriò definitivamente. Arrivato in Italia scrisse una dura relazione contro il comportamento tenuto dagli alleati tedeschi durante le fasi della ritirata nei confronti delle truppe italiane.
Dal 25 febbraio 1943 fu ricoverato nuovamente in Italia per una grave forma di assideramento e lasciò definitivamente il comando della "Torino" al generale Luigi Krall.
Rientrato in servizio, e promosso generale di corpo d'armata, dopo un periodo a disposizione del Ministero della guerra, fu assegnato dal 30 luglio 1943 a Bari, al comando del IX Corpo d'armata che aveva competenza su tutta la Puglia.
All'atto dell'armistizio dell'8 settembre 1943 cercò di dialogare con i tedeschi, conscio del fatto dell'inferiorità numerica e negli armamenti delle truppe al proprio comando rispetto agli ex alleati. Tuttavia, quando il generale Richard Heidrich comandante della 1. Fallschirmjäger-Division, gli scrisse il giorno 10 lamentandosi per le provocazioni da parte italiana e confermando che le sue truppe avevano l’ordine di non attaccare le truppe dell’ex alleato, ammonendo nel contempo che anche se un solo colpo venisse esploso contro le mie truppe queste risponderebbero col fuoco: ed in tal caso le conseguenze potrebbero essere spiacevoli, egli rispondeva rigettando ai tedeschi la responsabilità degli incidenti e ricordando che alla forza si risponde con la forza.
Nell'ottobre 1944 fu accusato dalle autorità dell'Unione Sovietica di essere stato responsabile di saccheggi e distruzioni a Enakievo nel 1942.
Lasciò l'esercito italiano nel 1947, e il 10 giugno 1949 le autorità sovietiche richiesero al Ministero della difesa la sua consegna per essere estradato in URSS al fine di essere processato per crimini di guerra. Ciò non avvenne mai, e ritiratosi definitivamente a vita privata visse a Genova sino al 1980.

### Annotazioni
1. ↑  Di ciò era consapevole anche del comandante della zona militare territoriale, il generale di divisione Giovanni Caruso.
2. ↑  Oltre a lui l'elenco comprendeva il generale Paolo Torriassi, il tenente colonnello Raffaello Marconi, il tenente colonnello medico Bernardo Giannetti, il maggiore Giovanni Biasotti, i capitani dei carabinieri  Dante Jovino e Mariano Piazza, il capitano Luigi Groppelli, il tenente Renato Barile, il tenente colonnello Romolo Romagnoli. Di questi dieci ufficiali tre erano deceduti, e precisamente: il generale Torriassi, i tenenti colonnelli Marconi e Romagnoli. Uno soltanto risultava ancora trattenuto ancora in Russia: il capitano Dante Jovino. Altri due ufficiali non erano stati ufficialmente identificati: si trattava di un certo Plass, comandante la regione di Pisarevo e Franzi Piliz, comandante la guarnigione di Kantemirowka.

### Fonti
1. 1 2 3 4 5 6 7 8 9  Generals.
2. ↑   Bollettino ufficiale delle nomine, promozioni e destinazioni negli ufficiali e sottufficiali del R. esercito italiano e nel personale dell'amministrazione militare, 1913,  p. 396. URL consultato il 3 ottobre 2019.
3. ↑   Bollettino ufficiale delle nomine, promozioni e destinazioni negli ufficiali e sottufficiali del R. esercito italiano e nel personale dell'amministrazione militare, 1915,  p. 213. URL consultato il 3 ottobre 2019.
4. ↑   Bollettino ufficiale delle nomine, promozioni e destinazioni negli ufficiali e sottufficiali del R. esercito italiano e nel personale dell'amministrazione militare, 1921,  p. 2927.
5. ↑   Bollettino ufficiale delle nomine, promozioni e destinazioni negli ufficiali e sottufficiali del R. esercito italiano e nel personale dell'amministrazione militare, 1922,  p. 402. URL consultato il 3 ottobre 2019.
6. ↑   Bollettino ufficiale delle nomine, promozioni e destinazioni negli ufficiali e sottufficiali del R. esercito italiano e nel personale dell'amministrazione militare, 1921,  p. 2927. URL consultato il 3 ottobre 2019.
7. ↑  Uboldi 2010, p. 304.
8. 1 2  Casavola, Luzzi 2019, p. 40.
9. ↑  Casavola, Luzzi 2019, p. 41.
10. 1 2 3  Associazione Nazionale Partigiani.
11. ↑  Clementi 2011, p. 363.
12. 1 2  Sito web del Quirinale: dettaglio decorato.
13. ↑  Supplemento Ordinario alla Gazzetta Ufficiale del Regno d'Italia n.178 del 30 luglio 1941, pag.23.